# Пожарский, Семён Романович
Князь Семён Рома́нович Пожа́рский (около 1618 — убит 29 июня [9 июля] 1659) — государственный и военный деятель, рында, стольник, воевода и окольничий во времена правления Михаила Фёдоровича и Алексея Михайловича.
Из княжеского рода Пожарские. Единственный сын князя Романа Петровича Пожарского. Имел четырёх сестёр, княжон: Мария — жена Н. И. Борисова-Бороздина, Федосья — жена князя Н. И. Белосельского, Анастасия — жена М. Л. Плещеева и Дарья — жена И. И. Бутурлина.
Точное место рождения князя неизвестно, но, вероятно, это было одно из суздальских имений его отца. Приходился племянником князю Дмитрию Петровичу Лопате-Пожарскому, принимавшему участие в боях под Москвой 22 августа (1 сентября) — 24 августа (3 сентября) 1612 года, который принимал деятельное участие в воспитании своего племянника.

## Биография

### Служба Михаилу Фёдоровичу
В 1613 году значится в числе подписавших грамоту об избрании на царство царя Михаила Фёдоровича. В 1626—1628 годах был воеводой в Брянске. В 1627—1640 годах в Боярской книге записан в чине стольника. В 1631—1632 — первым воеводой в Вязьме.
На государевой службе князь Семён Романович упоминается 8 (18) декабря 1634 года под Можайском. После неудачной войны с Речью Посполитой и капитуляции воеводы Михаила Шеина русское правительство ожидало вторжения короля Владислава IV и под Можайском собирались войска во главе с князьями Дмитрием Черкасским и Дмитрием Пожарским. Князь Семён Романович упоминается в смотренных списках в Можайске с 19 (29) января по 15 (25) июня 1635. Как отмечается в документах, князь прибыл на службу «рано и жил до отпуску» (до роспуска армии).
6 (16) декабря 1636 года князя пожаловал государь и велел «поместный оклад для службы учинить 600 четей, денег тридцать рублей, для того, что был он на службе». В 1637 году Семён Романович получил от своего дяди князя Д. П. Пожарского-Лопаты в дар земли в Галицком уезде: деревни Немцово, Бетелево, Данилково, Подлесное, Исаково.
В 1639 году дневал и ночевал при гробе царевича Ивана Михайловича и царевича Василия Михайловича. В 1641 году, когда князь Дмитрий Петрович умер, он завещал своему племяннику земли в Московском уезде.
В 1641 году князь сопровождал царя Михаила Фёдоровича в село Покровское под Москвой. 28 января (7 февраля) 1644 князь упоминается в числе рынд в белом платье. При встрече датского королевича Вальдемара в рындах стояли: Василий Борисович Шереметев, Пётр Борисович Шереметев, Иван Дмитриевич Пожарский и Семён Романович Пожарский. С мая 1644 года служил воеводой в Переяславле-Рязанском. 13 (23) августа 1645 при проводах королевича Вальдемара, князь снова стоял в рындах в чёрном платье вместе с Василием Ивановичем Шереметевым, Петром Васильевичем Шереметевым и Матвеем Васильевичем Шереметевым. В декабре 1645 приходит известие о набеге крымских татар на русские земли. Князь Семён Романович назначается воеводой в Курск, откуда уведомлял Государя об их приходе под город, о бое с ними и их уходе.

### Служба Алексею Михайловичу
В декабре 1645 года произошёл один из самых крупных набегов крымских татар на русские земли. Большой голод и засуха 1645 года в Крыму послужили причиной зимнего набега. В Россию вторгается 40-тысячная армия во главе с нуреддин-султаном Казы-Гиреем, князем Кутлушей Ширинским и Караш-мурзой. 18 (28) декабря пришло известие, что по Муравскому шляху продвигаются большие силы крымских татар (не менее 20 000 человек). На следующий день Орда повернув на Бакаев шлях вышла на Рыльскую дорогу.
На момент вторжения в городах не было больших войск. В декабре царь Алексей Михайлович назначил воевод: в Тулу — князя Алексея Никитича Трубецкого, в Мценск — князя Семёна Васильевича Прозоровского и Никифора Михайловича Беклемишева, в Курск — князя Семёна Романовича Пожарского и Андрея Тимофеевича Лазарева. По «татарским вестям» отсылаются полковые воеводы в Крапивну, Одоев, Венев и Рязань. Предполагалось соединение русских войск под началом воеводы князя Фёдора Андреевича Хилкова в Курске, но сам Хилков получил этот приказ только 15 (25) января 1645. 19 (29) декабря Хилков с отрядом в 800 человек спешно вышел из Белгорода на Муравский шлях. 21 (31) декабря к нему подошли войска из Яблонова и Корочи (около 1100 человек). 19 (29) декабря в Курск спешно прибыл князь Семён Романович. В городе находился только гарнизон в 1500 человек. Скоро к князю подошёл отряд стрелецкого и казачьего головы Севастьяна Протасова (300 человек).
20 (30) декабря в окрестностях Курска появляется татарский отряд Эл мурзы Урмаметева, примерно в 1000 всадников. В этот же день у деревень Сныхино, Костино и Жеребцово князь Семён Романович атаковал татар. В результате боя татары потерпели поражение, а Эл мурза попал в плен. К этому времени Казы-Гирей, князь Кутлуша, князь Тугай и Караш-мурза разорили Рыльский и Путивльский уезды. Татары разбили лагерь между Рыльском и Путивлем, откуда совершали набеги на деревни и угоняли людей в рабство. Только в Курском уезде татарами было захвачено 3000 человек. 23 и 24 декабря князь Семён Романович организует рейды против татарских отрядов, освобождая полонённых.
28 декабря, в результате большого боя у села Городенка, князь отбил у татар 2700 пленных из Рыльского, Путивльского и Комарицкого уездов. К этому времени подошёл князь Хилков. В этот же день татары, собрав полон, начали отходить в Крым. 30 декабря воеводы вели бои с арьергардными кошами крымских татар. 31 декабря князь Семён Романович вернулся в Курск. 15 января князь Хилков, наконец, получил приказ о преследовании татар. 31 января князь Хилков закончил сборы войск и отдал приказ о преследовании татар. Князь Семён Романович отказался выполнять это приказ, указав, что татары уже ушли далеко в степь и царского приказа о дальнем походе нет.
Вскоре последовало распоряжение Разрядного приказа о наказании воевод, виновных в нерасторопности. В качестве наказания предполагалось тюремное заключение от 3 дней до 1 недели. Среди «виновных» оказался и князь Семён Романович из-за отказа выполнять приказ князя Хилкова. В Калуге князь был арестован и на три дня заключен в тюрьму. Через три дня князя выпустили и он выехал в Москву.
Зимний поход оказался неудачным для крымских татар. Казы-Гирей рассказывал Хану, что в результате нападений русских он потерял большое количество воинов и трофеев. Треть крымской армии не вернулась назад. Из восьми ближайших людей у нуреддин-султана осталось только двое, остальные умерли или погибли. Однако, татарам удалось увести 5749 человек полона.
18 (28) января 1646 года князь Семён Романович назначается в Астрахань для организации похода против крымцев и ногайцев. В марте 1646 в Воронеже под руководством дворянина Ждана Кондырева начался сбор армии. 27 мая с 10 000 человек он прибывает на Дон к Черкасскому городку. 16 июня с Кондыревым из Астрахани соединился князь Семён Романович. В отряде Пожарского были 1700 ратников, включая 700 астраханских конных стрельцов, и отряд Салтанеш мурзы Аксакова из ногайских, юртовских и других служилых татар. На соединение вышли отряды кабардинского князя Муцал Черкасского (1200 человек из горских черкес, татар, гребенских и терских казаков) и Би мурзы Иштекова (300 ногайских татар). Общая численность войск составила 20 тысяч человек, но общего руководства над армией не было.
По царскому указу войска должны были воевать с Крымом и ногаями и не задевать азовских владений Порты. Однако, донские атаманы непременно хотели идти на Азов. В июне 1646 донские казаки напали на Азов, но были отбиты. После поражения под Азовом казаки решили напасть на ногайских и азовских татар, кочевавших по реке Её. В этом походе с казаками соединился и князь Семён Романович. В результате нападения были захвачены 7000 татар и ногайцев, 6000 коров и 2000 овец. В этот момент вспыхнул конфликт между «вольными людьми» Кондырева и черкесами князя Муцала, казаками и астраханскими стрельцами. Горцы, казаки и астраханцы отняли у людей Кондырева добычу и ушли на Кагальник. Пожарский попытался потребовать возвращения добычи людям Кондырева, но его встретили бранью и даже выстрелами. После дележки трофеев астраханцы вернулись на крымскую сторону Дона, а князь Муцал и Би мурза остались на ногайской стороне.
В июне 1646 из Крыма к Азову выступила армия нуреддин-султана Казы-Гирея. 6 июля 7500 крымских татар царевича Ният-Гирея атаковали лагерь князя Муцала и Би мурзы. В результате нападения крымцы смяли горцев и захватили знамя князя Муцала, а Би мурза побежал в степь. Князь Муцал, собрав своих черкес, терских и гребенских казаков, занял оборону. Узнав о нападении, князь Семён Романович срочно выдвинулся к лагерю Муцала, «перешедши Дон, прищел на тот бой к пешим людем и учал с татары биться». Вскоре, несмотря на вражду с Муцалом, подошли и «охочие люди» Кондырева.
Совместно удалось остановить натиск крымцев и Ният-Герей приказал отступать. Его преследовали около 5 верст. В бою в правую руку стрелой был ранен князь Пожарский. От пленных узнали, что ожидается подход ханского войска. Ногайские, юртовские и едисанские татары Салтанеш мурзы, не желая рисковать, покинули армию и ушли в Астрахань. 30 июля пришло известие, что Ният-Гирей с 5000 ордынцев стоит лагерем на Кагальнике, ниже Азова, на темрюкской стороне. Пожарский выслал против Ният-Гирея отряд под началом Кондырева. 4 августа Кондырев напал на татарский лагерь. Сбив татар со стана, русские захватили шатры царевича, его постель и карету. Всего был захвачен 71 шатер и палатка.
Вскоре против князя выступили крупные силы крымцев и ногайцев. С крымцами на соединение «пришел Азовский Мустафа-бей… с огненным боем и нарядом… А Крымских и азовских людей было по смете с 8000 человек; а пеших янычар было по смете 2000 человек». Ввиду превосходства противника Пожарский и Муцал приняли решение об отступлении. С боями русские войска отошли до реки Койсуги. «А Азовские люди сошлись с царевичем, и вывезли с собою наряд, и бои были с ними большие с утра до вечера, а князь Семён Пожарской и князь Мусал шли с пешими людьми…», и «из пушек (турецких) стрельба была беспрестанно, и на тех напусках государевы ратные люди многих татар побили и переранили». Русские захватили 207 человек пленными. В бою погиб царевич Ният-Гирей. 6 августа русские вышли к Дону. Казы-Гирей просил Хана прийти к нему на помощь, но Хан, опасаясь вторжения в Крым, дошёл только до Перекопа.
Действия русских войск сорвали готовившийся поход крымцев в Россию. Султан потребовал от хана Ислам-Гирея готовиться к обороне Крыма.

## Служба при дворе
К 1646 году князь Семён Романович стал одним из самых видных представителей аристократии. Он входил в число 20 самых крупных землевладельцев в России. За успешные действия против ногайцев и крымцев князь Семён Романович был пожалован в окольничие. «В нынешнем в 154 (1646) году… Октября в 6 день государь пожаловал ис стольников в окольничие князя Семёна Романовича Пожарского» 18 (28) апреля 1647 года «на Велик день» князь был впервые приглашен к царскому столу. Князь оказался за одним столом с представителями правящей элиты Русского государства: патриархом Иосифом, боярином Борисом Ивановичем Морозовым, боярином Василием Петровичем Шереметевым, боярином и оружейничим Григорием Гавриловичем Пушкиным, окольничим князем Фёдором Андреевичем Хилковым. 16 (26) января 1648 года князю Семёну Романовичу была оказана большая честь. Во время свадьбы царя Алексея Михайловича и Марии Милославской князю была поручена охрана Кремля. «А город Кремль приказан был окольничему князь Семену Романовичу Пожарскому да дьяку Степану Чернышеву» 25-26 марта 1648 года князь вновь был приглашен к царскому столу. В этом же году упоминается вторым судьёю в приказе Новой чети.

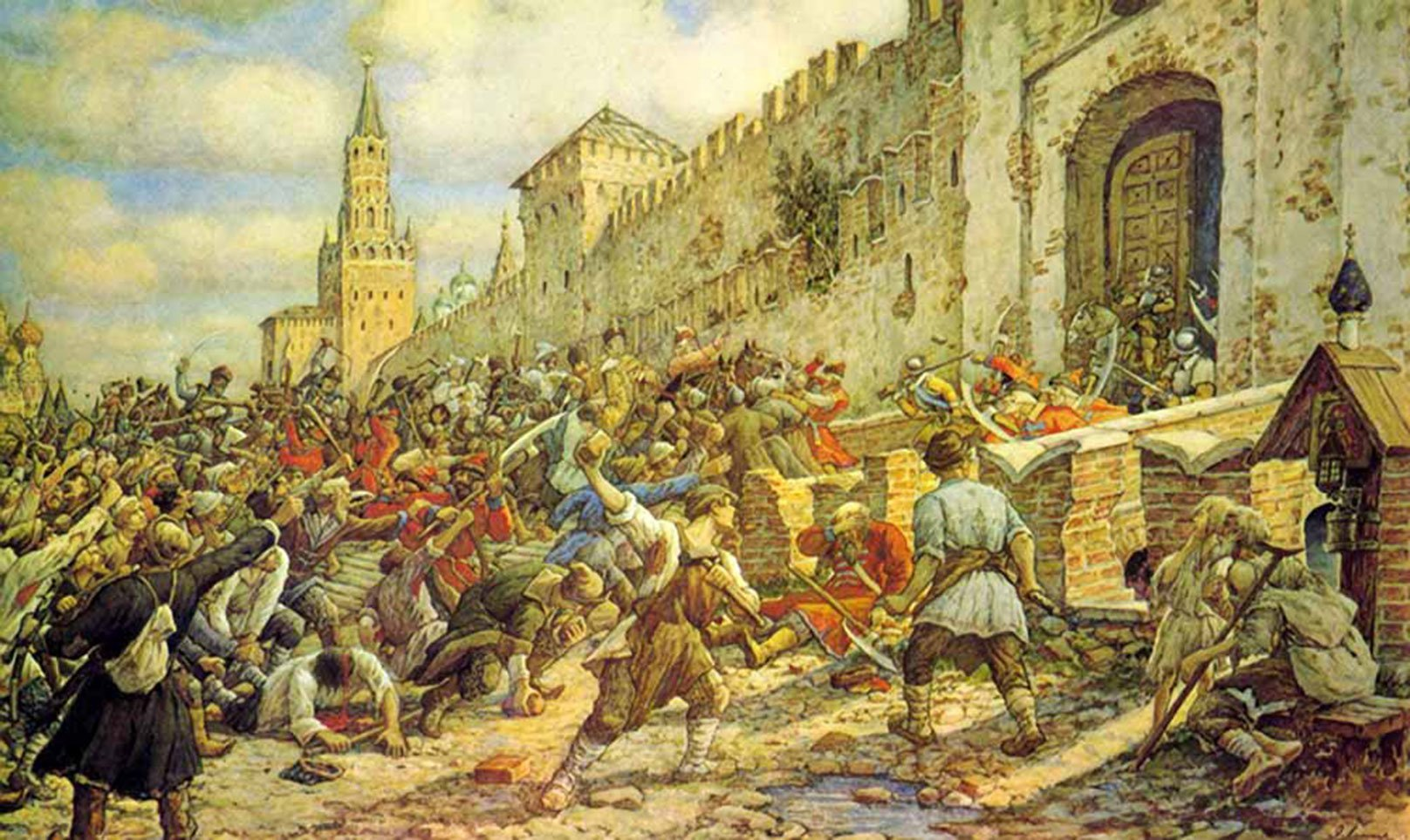
Э. Лисснер, «Соляной бунт»

Летом 1648 года в Москве вспыхнул «Соляной бунт». 1 (11) июня 1648 года царский поезд царя Алексея Михайловича возвращался из Троице-Сергиевой лавры. Князь Семён Романович сопровождал царскую семью, находясь в охране царицы Марии Ильиничны. В пути царский поезд был окружен восставшими горожанами. Челобитчики пытались пробиться к государю, но боярин Морозов приказал стрельцам разогнать толпу. «Крайне возмущенный этим народ схватился за камни и палки и стал бросать их в стрельцов, так что даже отчасти пострадали и получили раны лица, сопровождавшие супругу его величества». Толпу удалось остановить. Пожарскому камнем рассекли лицо. Вероятно, шрам от него остался у князя Семёна Романовича на всю жизнь. В Москве «учинилась большая смута», город оказался во власти разъяренных горожан. Толпа громила и убивала «изменников» бояр. Одним из главных своих недругов восставшие считали главу Пушкарского приказа окольничего Петра Тихоновича Траханиотова. Опасаясь за свою жизнь, Траханиотов бежал из Москвы.
5 (15) июня царь Алексей Михайлович приказал князю Семёну Романовичу догнать Траханиотова. «И видя государь царь во всей земле великое смятение, я их изменничью в мир великую досаду, послал от своего царьского лица окольничево князь Семена Романовича Пожарсково, а с ним 50 человек московских стрельцов, велел Петра Траханиотова на дороге сугнать и привесть к себе государю к Москве. И окольничей князь Семен Романович Пожарской сугнал ево Петра на дороге у Троицы в Сергееве монастыре и привез ево к Москве связана июня в 5 день. И государь царь велел ево Петра Траханиотова за ту их измену и за московской пожег перед миром казнить на Пожаре». Боярина Морозова отправили в ссылку, налог на соль отменили и бунт вскоре прекратился.
В 1649—1650 годах находился на воеводстве в Астрахани. Впоследствии до 1653 года князь находился при дворе, сопровождая государя в загородных поездках. Имел местнические споры с князем С. П. Лыковым и князем И. Д. Пожарским.

## Русско-польская война
1 (11) октября 1653 года Земский собор удовлетворил просьбу гетмана Богдана Хмельницкого и принял Войско Запорожское «под государеву высокую руку».
Приняв в своё подданство Войско Запорожское, Россия вступила в русско-польскую войну. Вдоль границы Речи Посполитой было сосредоточено три воинских группировки: Северная (Великие Луки), Центральная (Вязьма) и Юго-Западная (Брянск). Князь Семён Романович был назначен одним из воевод юго-западной группы под начало князя Алексея Трубецкого. 23 апреля (3 мая) 1654 года последовал царский указ: «указал Государь боярам и воеводам во Брянску стать Мая в 9 день. А собрався с ратными людми, указал Государь боярам и воеводам изо Брянска идти за рубеж на Полские и Литовские города, на Рославль и на иные». 26 апреля воеводы вышли из Москвы в Брянск.
В июне 1654 года армия князя Трубецкого выступила в Литву. Князь Семён Романович был назначен командиром Сторожевого полка. 27 июня (7 июля) 1654 года армии князя Трубецкого сдался Рославль, горожане «встретили с честью, добили челом и город сдали». 12 июля, штурмом был взят оказавший сопротивление Мстиславль. Русские войска вышли к Днепру. Великий гетман Литовский Януш Радзивилл отступал, не принимая боя. 10 августа армия Трубецкого переправилась на правый берег Днепра. 12 августа после боя под Шкловом армия Радзивилла была вынуждена отступить к Головчину. Узнав о движении армии Трубецкого, Радзивилл, отправив свой обоз к Заозерью под защитой одного полка, перешёл через реку Друть под Белыничами и выступил в направлении Шепелевич, к переправе через речку Ослинку. Утром 14 августа гетман узнал, что Трубецкой нашёл брод через Друть под Тетериным и, форсировав речку, загородил дорогу. В произошедшей вслед за этим битве под Шепелевичами конница левого крыла под командованием князя Семёна Пожарского обошла войска Радзивилла с фланга, окружив противника с юга. Русские обратили в бегство литовскую армию, сам гетман чудом спасся. 23 сентября русские вошли в Смоленск.
Летом 1655 года армия князя Трубецкого осадила Старый Быхов. Оставив под городом полк солдатского строя полковника Якова Ронарта и казацкий полк Ивана Косицкого, князь выдвинулся к Слуцку. За 8 верст от Слуцка войска Трубецкого разбили вышедшие им на встречу литовские и немецкие хоругви. 26 августа армия вышла к Слуцку. Губернатор города Петерсон отказался сдаться. Трубецкой не стал осаждать город. Попалив посады, армия выдвинулась к Слониму. 29 августа, находясь в селе Тинковичи, Трубецкой узнал, что в 15 верстах в местечке Клецк расположены войска противника. Против литовцев князь послал стольника Измайлова. Войска Измайлова разбили литовские хоругви и с ходу взяли Клецк. Когда армия Трубецкого отошла от Тинкович на 10 верст, к князю прибежали люди из обозов и сказали, что «пришли в Тинковичи по слуцкой дороге литовцы и стали бить отставших с обозами». Трубецкой выслал против литовцев полк князя Семёна Романовича, усилив его дворянскими сотнями и рейтарскими ротами из своего воеводского полка.
Князь Пожарский встретился с войсками противника под Тинковичами. В результате боя литовская армия в 11 хоругвей посполитого войска был разбита, князь преследовал отступающих литовцев 7 верст. В плен были взяты 172 человека, в том числе ротмистры, поручики и рейтары, знамёна и литавры. Так же удалось отбить взятых ранее русских пленных.
К концу 1655 года русские войска контролировали большую часть Великого княжества Литовского. Новый Великий гетман Павел Ян Сапега направил в Москву своего посла — Глядовского, заявляя о готовности принять подданство русского царя. В ноябре 1655 князь Семён Романович был в Москве, участвуя в переговорах с послом гетмана. 12 (22) января 1656 князь был на именинах царевны Татьяны, а вскоре за «литовскую службу» князю Семёну Романовичу была пожалована «шуба атласная золотая, кубок и придача к его окладу».
Вступление Швеции в войну изменило планы Москвы. Россия была вынуждена заключить с Речью Посполитой Виленское перемирие и объявить войну Швеции.

## Русско-шведская война
16 (26) февраля 1656 года воеводы князья Алексей Трубецкой, Юрий Долгорукий и Семён Пожарский были назначены в Новгород для организации похода на Дерпт (Юрьев).
Осадив Дерпт, князь Трубецкой для обеспечения безопасности выслал по Ревельской и Нарвской дорогам два отряда из сотенных дворян, рейтар и драгун под началом Исаии Санбулова и князя Кирилла Шаховского. Вскоре стало известно, что в мызе Карбере в 25 верстах от Юрьева находятся 23 хоругви конных и пеших «немецких людей». 21 августа Трубецкой послал против шведов отряд под командой князя Семёна Саввича Горчакова, состоявший «изо всех полков голов с сотнями и рейтар и драгунов». Прикрывать отряд князя Горчакова должен был полк князя Семёна Романовича. Общая численность отправленных русских войск составляла 3000 человек. При подходе русских войск шведы отступили к мельнице Пибу, расположенной в труднодоступном месте: «от тое мельницы версты за три через болото мосту нету, а обойти то место другими дорогами нельзя». Скоро стало известно, что к шведам подошли подкрепления из Ревеля.
Тогда «боярин и воевода Алексей Никитич по вестям посылал товарища своего окольничего и воеводу князя Семёна Романовича Пожарского, а с ним ратных людей, под Немецкий городок под Пыльцом, а из под Пыльцома велел ему окольничему и воеводе идти для промыслу ж над немецкими людьми на мельницу Пибу, потому что та мельница от города Пыльцома близко, и… писал к нему из посылки окольничей и воевода князь Семён Романович, что он к городу Пыльцому не пошол, для того, что по сказке взятого мужика в городе Пыльцоме прибылых немецких людей нет, а пошол де он по вестям на немецких людей на реку Пипу, и пришод к реке Пипе к мосту с немецкими людьми бились, и к мосту приступали, и милостью Божией государевы ратные люди на реке Пипе немецких людей многих побили, и языки поимали, и за рекою Пипою села и деревни пожгли и гнали за ними по Юрьевской дороге, и, догнав немецких людей у засеки потому ж многих побили и языки поимали и засеки розсекли». В октябре 1656 года гарнизон Дерпта капитулировал.
В апреле 1657 года князь Семён Романович присутствовал на поставлении Рязанского и Муромского архиепископа, а после был назначен «Москву ведать в государево отсутствие на Воробьевы горы».

### Конотоп
Отвечает Пожарской-князь 

Самому хану Крымскому: 

«А и гой еси, Крымской хан, 

Деревенской шишиморы! 

Я бы рад тебе служить, 

Самому хану Крымскому, 

Кабы не скованы мои резвы ноги, 

Не связаны белы руки 

Во чембуры шекловые, 

Кабы мне сабелька вострая, 

Послужил бы тебе верою 

На твоей буйной голове, 

Я срубил тебе буйну голову!»

(отрывок)
Пожарский принял участие в походе на Украину в 1658 году. В апреле 1659 под Срибным разгромил отряд Прилуцкого полковника П. Дорошенко. Во время Конотопской битвы 29 июня (9 июля) 1659 года командовал отрядом дворянской конницы. После того, как казаки и наёмники Выговского побежали, Пожарский, пренебрегая разведкой, возглавил их преследование, однако был заманен на топкое место и подвергся удару в тыл со стороны крымских татар, которые перебили или взяли в плен весь отряд.
Сам Пожарский был приведён к хану Мехмеду IV Гераю. «И околничей де князь Семен Романович хану говорил противно и изменнику Ивашку Выговскому измену иво выговаривал при хане ж. И за то де хан околничего князя Семена Романовича велел перед собою стять…». Князя обезглавили перед ханом. В честь князя в XVII веке была сложена народная песнь «Гибель Семёна Пожарского».

## Семья
Женат на Евдокии (Авдотье) Васильевне Третьяковой, отец которой, Василий Ильич Третьяков в 1635-36 годах был воеводой в Дедилове. Супруга на 40 лет пережила своего мужа и скончалась около 1700 года в Ивановском женском монастыре. Земли вдовствующей княгини отошли монастырю.
Со смертью князя Семёна Романовича пресеклась старшая ветвь рода князей Пожарских, прямых наследников у князя не было.

## Память
Князь Семён Романович Пожарский был канонизирован как местночтимый святой Русской православной церкви. В приложении к одному из списков Летописного свода 1652 года сохранились тексты тропаря и кондака «новому страстотерпцу… благоверному князю Симеону Пожарскому».
Тропарь:

Глас 5-й. Похвала новому страстотерпцу многострадальному Благоверному князю Симеону Пожарскому.
Земнаго сана славу оставив, Небесное Царство наследил еси,
Противными кровными каплями, яко пречюдным камением,
На главу нетленный венец себе украсил еси
И от безбожнага царя крымскаго прелесть посрамил еси,
Ивашка Выговскаго изменника и клятвопреступника Божия
Лжи тьму обличил еси
И ко Господу привел еси страстотерпец.
С лики Ангельскими в невечернем свете
Незаходимаго солнца Христа Бога обрел еси,
Княже Симеоне Стратилате,
Егоже моли с пострадавшими с тобою присно да спасет души
Наша

Австрийский дипломат Августин Мейерберг, посетивший в 1661 году Москву, был поражён этой канонизацией:
В 1659 году пал в передовом полку в сражении с польским, казацким и татарским войском князь Семен Романович Пожарский, потомок Ивана, второго сына Всеволода, князя московского, человек, отягченный бесчестными делами и преступлениями и недавно снискавший себе дурную известность убийством жены; и Алексей Михайлович торжественно причислил даже и его к мученикам, и в честь его ныне бывает особенное служение в церкви.